# Fuego fatuo (ópera)

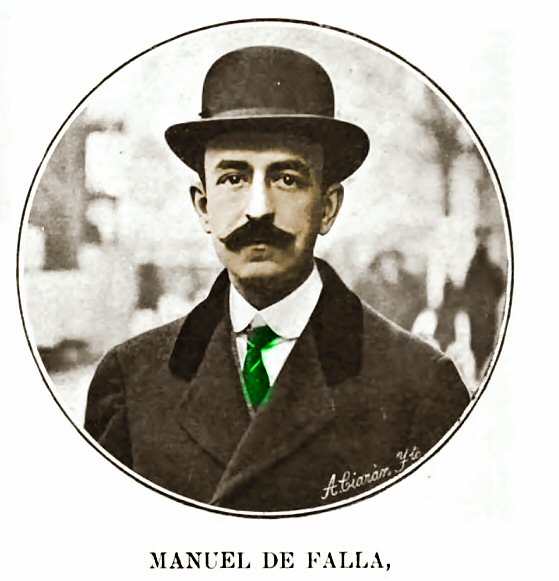
Manuel de Falla, compositor de la obra, c. 1914.

Fuego fatuo es una ópera cómica del compositor español Manuel de Falla, con libreto de María Martínez Sierra y basada en música de Frédéric Chopin. Comenzó a componer la obra en 1918, aunque no llegó a estrenarse.

## Historia
María atribuyó a la estricta moral del compositor el retraso en la obra, por no estar de acuerdo con su libreto, aunque no hay pruebas de tales reticencias. En cambio, el propio Falla realizó gestiones personales con varios teatros para estrenar la obra, que resultaron infructuosas, ya que varios la rechazaron, como el Teatro Eslava, dirigido temporalmente por el compositor Manuel Penella y que inicialmente había accedido a representarla, o la Opéra-Comique de París, cuyo director, Albert Carré, afirmó: «¡Debería escribir música original!». La obra no llegó a estrenarse. Entre tanto, al estar inmerso en la composición de Fuego fatuo, Falla rechazó una proposición por parte de Serguéi Diáguilev para componer un ballet para sus Ballets Rusos que finalmente encargó a Ígor Stravinski y se convirtió en Pulcinella.